# Тежина ланаца 3
Тежина ланаца 3 (енгл. The Weight of Chains 3) је канадско-српски документарни филм из 2019. године у режији Бориса Малагурског. Тема филма је загађење животне средине, ГМО храна, штетности осиромашеног уранијума, еколошке катастрофе и системски проблеми као и начини на који државе могу суверено да одлучују о својој судбини. 

## Приказивање
Филм је изазвао велико интересовање публике у Чикагу, Мајамију, Лас Вегасу, Вашингтону, Торонту, Бостону, Отави и осталим градовима Северне Америке. Крајем октобра 2019. премијерно је приказан у Бечу.